# Shiratani Kento
Kento Shiratani (sinh ngày 10 tháng 6 năm 1989) là một cầu thủ bóng đá người Nhật Bản.

## Sự nghiệp câu lạc bộ
Kento Shiratani đã từng chơi cho Cerezo Osaka, Mito HollyHock, Fagiano Okayama, Roasso Kumamoto và FC Machida Zelvia.